# Maskar

Caenorhabditis elegans (stam: rundmaskar).

Maskar är ett gammalt samlingsnamn för diverse krälande evertebrater och även ett fåtal vertebrater. I äldre skriven svenska förekom även stavningarna matk, mack och mark. I vardagsspråket menar man ofta nog daggmask, till exempel i uttrycket sätta mask på kroken, men "maskar" utgör en lång rad stammar av ryggradslösa djur där det enda som förenar dem är deras "maskliknande" utseende trots att de inte är nära släkt. Dessutom kan "maskar" i vardagsspråket också syfta på vissa insekters larver; "mask" i svamp är till exempel larver av sorgmyggor (Sciaridae) eller svampmyggor (Mycetophilidae). "Kålmask" är kålfjärilens larv. "Likmask" är vanligtvis fluglarver.

## Stammar med maskliknade djur
Plattmaskar (Plathyhelminthes)
- Bandmask (inklusive binnikemask)
- Sugmaskar
- Virvelmaskar

Ringmaskar (Annelida)
- Havsborstmaskar (Polychaeta)
- Gördelmaskar

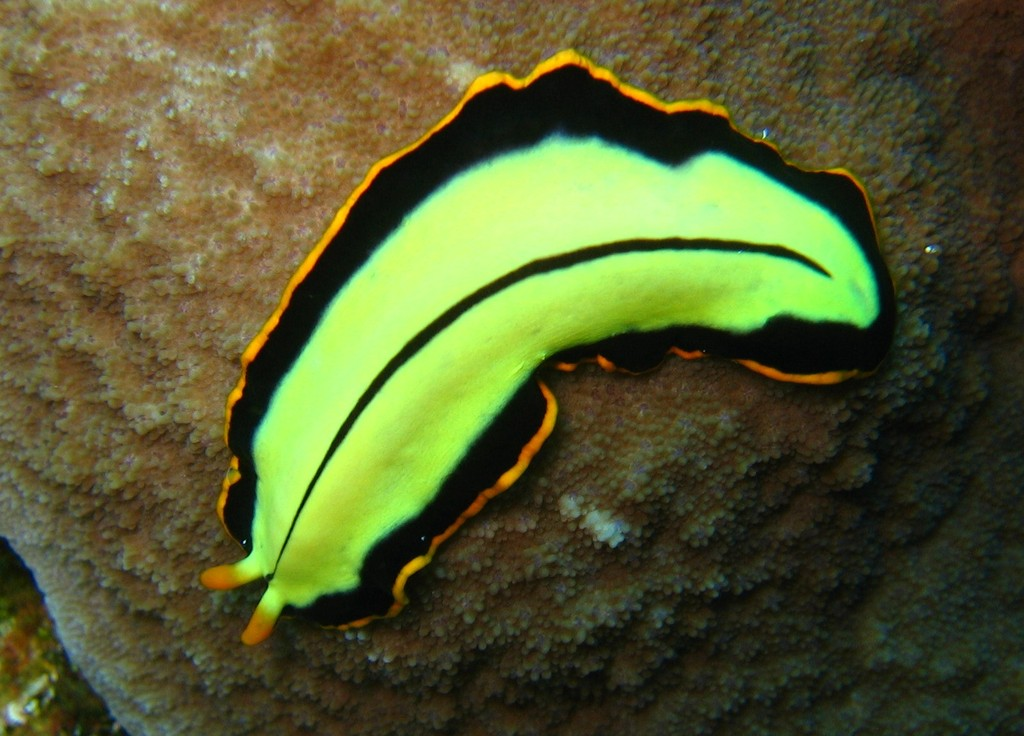
Virvelmask (stam: plattmaskar).

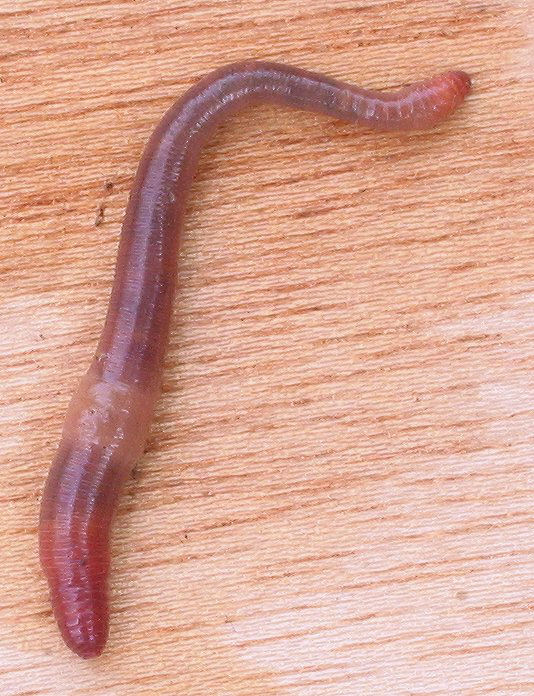
Daggmask (stam: ringmaskar).

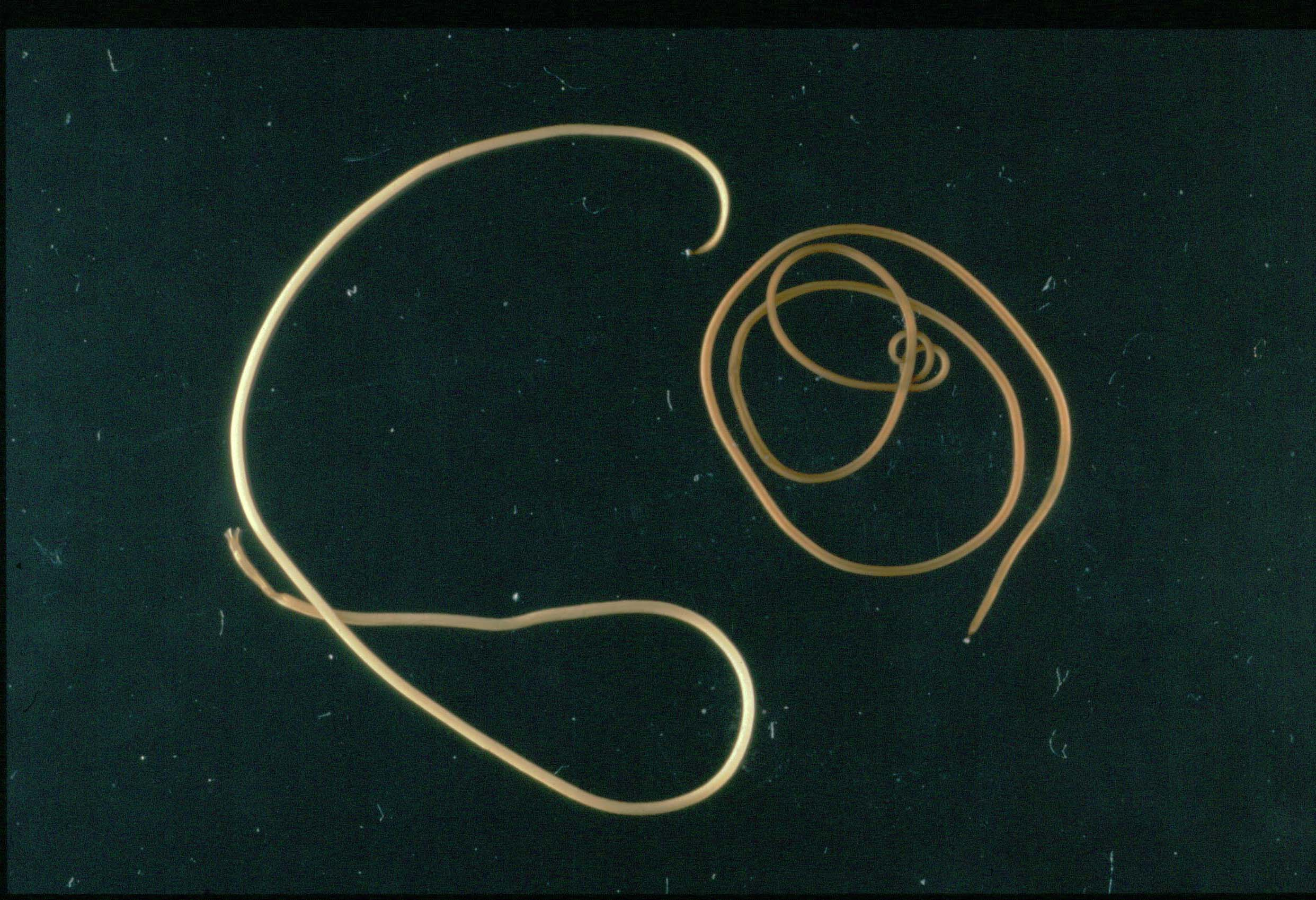
Tagelmask (stam: tagelmaskar).

  - fåborstmaskar, inklusive daggmask
  - iglar
- Skedmaskar (Echiura)
- Skäggmaskar (Pogonophora)

Rundmaskar (Nematoda) till exempel Springmask och spolmask
Tagelmaskar (Nematomorpha)
Slemmaskar (Nemertea)
Klomaskar (Onychophora)
Pilmaskar (Chaetognatha)
Pansarmaskar (Kinorhyncha)
Paradoxmaskar (Xenoturbella)
Snabelsäckmaskar (Priapulida)
Käkmaskar (Gnathostomulida)
Dvärgkäkmaskar (Micrognathozoa)
Stjärnmaskar (Sipuncula)
Hakmaskar (Acanthocephala)
Hästskomaskar (Phoronida)
Svalgsträngsdjur
- Ollonmaskar (Enteropneusta)

## Historik och etymologi
Maskar (Vermes) var i Linnés ursprungliga systematik den sjätte klassen inom djurriket, till vilken han förde alla ryggradslösa djur utom leddjur (Insecta). Han delade in klassen i fem ordningar: Intestina (bland andra daggmask, iglar, skeppsmask och pirål), Testacea (flertalet musslor och snäckor), Mollusca (övriga blötdjur, tagghudingar och maneter), Lithophyta (hårda koraller) och Zoophyta (flertalet mjuka filtrerande djur).
Vurm, alltså överdrivet intresse för något, kommer av det tyska ordet för mask, Wurm. Maskar ansågs orsaka allehanda störningar i hjärnan och också andra kroppsdelar och organ. Man trodde att maskar angrep hjärnan och orsakade sinnessjukdom.